# Đảng Dân tộc Indonesia
Đảng Dân tộc Indonesia (tiếng Indonesia: Partai Nasional Indonesia, PNI) là một chính đảng ở Indonesia. Đảng này đã được Sukarno, một kỹ sư trẻ thành lập năm ngày 4 tháng 7 năm 1927 là một phong trào. Đảng này ban đầu đã bị chính quyền thực dân Hà Lan đàn áp, nhiều đảng viên bị truy nã và bỏ tù bởi chính quyền thực dân. Kể từ khi Indonesia giành được độc lập từ Hà Lan đến nay, đảng này đã giữ nhiều vị trí chủ chốt trong quốc hội và chính phủ Indonesia.

## Các nhân vật tiêu biểu
- Dr. Tjipto Mangunkusumo
- Mr. Sartono
- Mr Iskaq Tjokrohadisuryo
- Mr Sunaryo
- Soekarno
- Moh. Hatta
- Gatot Mangkoepradja
- Soepriadinata
- Maskun Sumadiredja
- Amir Sjarifuddin
- Wilopo
- Hardi
- Suwiryo
- Ali Sastroamidjojo
- Djuanda Kartawidjaja
- Mohammad Isnaeni
- Supeni
- Sanusi Hardjadinata
- Sarmidi Mangunsarkoro